# All Thirteen
All Thirteen: サッカー少年たちの信じられない救出は、クリスチーナ・スーントーンバットによる2020年のノンフィクション児童書。この本では、2018年に発生したタムルアン洞窟の遭難事故について書かれている。この本は批評家から肯定的なレビューを受け、2021年にニューベリー賞およびサイバート賞を受賞した。

## あらすじ
この本には、2018年のタムルアン洞窟の遭難事故について書かれている。この事故では、サッカーチームの12人の少年とそのコーチが、浸水したタムルアン洞窟の洞窟に閉じ込められたが、その15日後に救助された。この本には、タムルアン洞窟やダイビングの詳細、また救助に関連する科学情報が含まれており、写真や地図が多く掲載されている。 

## 背景と出版
洞窟事故の話が最初に報告されたとき、スーントーンバットはタイ北部の家族を訪ねていた。スーントーンバットによると、米国に戻ったとき、彼女は遭難事故についての報道が主に西洋のレンズを通して状況を描写していることに気づき、タイの視点を取り入れた物語を作ることに決めた。彼女は洞窟からの最後の救助から2か月後にタイに戻り、父親が通訳を務め、救助活動を手伝ったボランティアにインタビューをした。 
この本は、2020年10月13日にキャンドルウィック出版社から出版された。オーディオブックはQuincy Surasmithが朗読をした。

## 評価
All Thirteenに対し、多くの批評家は肯定的な評価をした。ブックリスト 、The Horn Book Magazine、Kirkus Reviews、パブリッシャーズ・ウィークリー、スクール・ライブラリー・ジャーナルなどは、この本を高く評価した。
カルカス・レビューは、物語内のナレーションを「巧妙である」と賞賛した。パブリッシャーズ・ウィークリー は、「スーントーンバットは、悲惨な出来事について人間味のある報道を提供し、西洋のメディアのレンズを偏心させた」と述べた。ブックリストのレビューで、Ronny Khuriは「スーントーンバットは詳細を選択し、熟練した作者の熟練した手でペースを測定している」と書いている。スクールライブラリージャーナルのV. リン・クリスチャンセンは、この本を「ドキドキする冒険物語」と比較した。ホーン・ブック・マガジンに寄稿しているジョナサン・ハントは、「明快な散文」を賞賛し、スーントーンバットは「展開する物語にしっかりと焦点を合わせている」と寄稿した。
| 年     | 賞                          | 結果           | Ref.   |
| ------ | --------------------------- | -------------- | ------ |
| 2021年 | カークス賞青年文学          | 受賞           | [ 8 ]  |
| 2021年 | ニューベリー賞              | 名誉           | [ 9 ]  |
| 2021年 | サイバート賞                | 名誉           | [ 10 ] |
| 2021年 | YALSAノンフィクション優秀賞 | ファイナリスト | [ 10 ] |